# Ivan Calcaterra
Ivan Calcaterra (Busto Arsizio, 9 luglio 1969) è un fumettista italiano.

## Biografia
Dopo aver frequentato il liceo artistico e poi la Scuola di Illustrazione del Castello Sforzesco di Milano si occupa di illustrazione in ambito pubblicitario; esordisce come disegnatore di fumetti dopo aver presentato alcune tavole di prova ad Antonio Serra che lo inserisce nello staff della serie Nathan Never, un fumetto di fantascienza edito dalla Bonelli; seguono poi le serie Legs Weaver, Dylan Dog e Dragonero. Per il lancio della rivista Focus Junior nel 2007, insieme a Giuseppe Di Dio idea personaggi Geo e Gea.